# Epiclerus tokatus
Epiclerus tokatus är en stekelart som beskrevs av Miktat Doganlar 2003. Epiclerus tokatus ingår i släktet Epiclerus och familjen raggsteklar.
Artens utbredningsområde är Turkiet. Inga underarter finns listade i Catalogue of Life.